# Telmatoscopus patibulus
Telmatoscopus patibulus és una espècie d'insecte dípter pertanyent a la família dels psicòdids que es troba a Nord-amèrica: els Estats Units (Tennessee, Texas i Mississipi).